# Grand Prix de Tennis de Toulouse 1996
Il Grand Prix de Tennis de Toulouse 1996  è stato un torneo di tennis giocato sul cemento. È stata la 15ª edizione del Grand Prix de Tennis de Toulouse, che fa parte della categoria World Series nell'ambito dell'ATP Tour 1996. Il torneo si è giocato a Tolosa in Francia, dal 14 al 20 ottobre 1996.

## Campioni

### Singolare maschile
Mark Philippoussis ha battuto in finale  Magnus Larsson con il punteggio di 6–1, 5–7, 6–4

### Doppio maschile
Jacco Eltingh /  Paul Haarhuis hanno battuto in finale  Olivier Delaître /  Guillaume Raoux con il punteggio di 6–3, 7–5